# Putnam (Teksas)
Putnam – miasto w Stanach Zjednoczonych, w stanie Teksas, w hrabstwie Callahan.